# San Marinos herrlandslag i fotboll
San Marinos fotbollslandslag representerar San Marino i fotboll för herrar. San Marino har hittills inte kvalificerat sig för något internationellt slutspel och har som bäst varit rankat som 118:e bästa landslag på Fifa:s ranking.

## Historia
San Marino blev medlem i Uefa och Fifa 1988, men förbundet bildades 1931. Den första officiella landskampen spelades 14 november 1990 mot Schweiz i kvalet till EM 1992 i Sverige, då man föll med 0–4. Redan den 28 mars 1986 spelade man en inofficiell landskamp mot Kanadas U23-lag och förlorade med 0–1 i Serravalle.
San Marino spelade även tre matcher under Medelhavsspelen 1987 i Syrien, men de tre matcherna mot Libanon (0–0), Syrien (0–3) och Turkiet (0–4) räknades inte som officiella landskamper.

## Meriter
San Marino har än så länge bara vunnit tre landskamper, två hemma mot Liechtenstein, 2004 respektive 2024 och en borta mot Liechtenstein 2024. Matcherna hemma slutade 1–0 och matchen borta vanns med 3–1. Matchen som spelades 2024 var även den första vinsten inom officiell tävlan. Den 18 november 2024 avancerade San Marino till C-divisionen i UEFA Nation League, vilket är lagets största bedrift genom tiderna.

## EM- och VM-kval

### EM-kvalresultat
San Marinos första deltagande i tävlingssammanhang var i kvalspelet till EM i Sverige 1992. Man hamnade i kvalgrupp 2 med Bulgarien, Rumänien, Schweiz och Skottland. Med åtta raka förluster och en målskillnad på 1–33 hamnade San Marino sist i den gruppen utan någon poäng.  
I kvalet till EM i England hamnade man med Ryssland, Skottland, Grekland, Finland och Färöarna. Precis som 1992 blev det tio raka förluster och målskillnaden 2–36. Man förlorade med 1–4 borta mot Finland, och 1–3 hemma och 0–3 borta mot svaga Färöarna.  
I kvalet till EM i Nederländerna och Belgien gjorde San Marino sitt sämsta kval med åtta raka förluster och målskillnaden 1–44. Den närmaste matchen var 0–1-förlusten hemma mot Cypern.  
Vid EM i Portugals kval bjöd San Marino återigen på samtliga förlorade matcher med inga gjorda mål, men San Marino inledde kvalet bättre än vanligt. I första matchen mot Polen lyckades man hålla 0–0 i första halvlek, men den sista kvarten tröt orken och San Marino släppte in två sena mål. San Marino höll nollan fram till 75:e minuten. I andra matchen mot Ungern förlorade laget med 0–3 efter att Ungerns Zoltán Gera gjort ett äkta hat-trick i andra halvlek. I tredje matchen mot Lettland såg man länge ut att spela oavgjort, men i matchens slutskede gjorde Carlo Valentini ett självmål som innebar att San Marino gick miste om en eventuell poäng. San Marinos form höll sig inte och de förlorade resten av de fem matcherna. Den mildaste förlusten var 0–3 borta mot Lettland. 2003 tog man sin fjärde poäng efter 2–2 mot Liechtenstein. I returen 2004 vann man sin första match någonsin, 1–0. I den matchen blev Andy Selva målskytt. 
I kvalet till EM i Schweiz och Österrike 2008 såg det lovande ut mot Irland 7 februari 2007. San Marino var nära att ta poäng men föll med 1–2 efter att Irland gjort mål i slutsekunderna. Man förlorade också med 13–0 mot Tyskland, vilket är San Marinos största förlust i historien. Det är också den näst största förlusten i EM-kvalets historia. Hemmamatcherna mot Irland, Cypern och Wales slutade med uddamålsförluster, 1–2 mot Irland och Wales och 0–1 mot Cypern. San Marinos målskyttar var Manuel Marani mot Irland samt Andy Selva mot Wales. I 2012 års EM-kval lottades San Marino mot Finland, Nederländerna, Moldavien, Ungern och Sverige. San Marino förlorade samtliga tio matcher utan att göra något mål, där den största förlusten kom borta mot Nederländerna med 0–11. På hemmaplan lyckades man dock bara förlora med 0–1 mot Finland. Under andra halvlek i samma match blev en sanmarinsk spelare fälld i straffområdet men San Marino fick inte en straffspark, vilket resulterade i att man gick miste om en eventuell poäng. 
Kvalet till EM 2016 gick bättre för San Marino jämfört med många tidigare kval. Man tog sin första poäng i EM-kvalsammanhang efter 0–0 mot Estland på hemmaplan, vilket innebar San Marino inte förlorade en tävlingsmatch för första gången sedan 2001. I bortamatchen mot Litauen gjorde man också tävlingsmässigt sitt första bortamål sedan 2001, vilket kvitterade matchen till 1–1. På övertid gjorde dock litauerna sitt segermål, men man avslutade kvalet med en poäng och målskillnaden 1–36 och gick därmed upp i UEFA:s rankning, där man legat sist sedan 2006.

### VM-kval resultat
Kvalet till VM i USA 1994 var landets första. Man hamnade i en grupp med Norge, Nederländerna, England, Polen och Turkiet, där engelsmännen och nederländarna var gruppens favoriter. Det började dåligt för San Marino med 0–10 borta mot Norge. Hemmamatchen mot norrmännen klarade man med en 0–2-förlust. Ändå blev det några mindre framgångar. Efter tre matcher med bara förluster mötte man England. San Marinos målvakt räddade en straff från David Platt och kallas efter detta "Hjälten på Wembley". England vann med 6–0. I nästa match fick man 0–0 mot Turkiet hemma, vilket sågs som ett av San Marinos bättre resultat. I matchen mot Polen borta var det 0–0 efter 70 minuter och det såg ut som om San Marino skulle ta sin tredje poäng i historien då man spelat 0–0 mot Libanon 1987 samt 0–0 mot Turkiet några månader före. Men polackernas Jan Furtok räddade Polen och gjorde 0–1 till Polen med sin hand, vilket krossade San Marinos drömmar. San Marino förlorade även de resterande matcherna. I sista matchen mötte man England. Efter bara 8,3 sekunder gjorde Davide Gualtieri sensationellt 1–0 efter en bakåtpassning av Stuart Pearce som Gualtieri utnyttjade. England vände dock och vann med 1–7. I kvalificeringen till VM i Frankrike hamnade man med Turkiet, Nederländerna, Belgien och Wales. Precis som i EM-kvalet 1996 och 1992 blev det förlust i samtliga matcher (åtta förluster) och inga gjorda mål. Största förlusten var mot Turkiet med 0–7. Den bästa matchen var 0–3 hemma mot Belgien.
I kvalet till VM i Sydkorea och Japan 2002 hamnade man med Lettland, Skottland, Kroatien och Belgien. I andra matchen mot Lettland förlorade man på ett mål gjort i 8:e minuten, och Lettland kom att vinna matchen med 0–1. I returen fick man 1–1 mot Lettland vilket är ett av landets framgångar. Efter matchen avgick också letternas förbundskapten Gary Johnson. Resten av matcherna slutade med förluster. I kvalet till VM i Tyskland 2006 förlorade man åter alla matcherna (10 förluster) och fick målskillnaden 2–40. De bästa matcherna var 0–1 hemma mot Litauen och 1–2 hemma mot Belgien. I 2010 års kval placerades San Marino med Tjeckien, Polen, Nordirland, Slovakien och Slovenien. San Marino redovisade bara förluster med bland annat 0–10 mot Polen. San Marinos enda mål gjorde Andy Selva mot Slovakien hemma. De bästa matcherna var 0–2 hemma mot Polen och 1–3 hemma mot Slovakien. 
I 2014 års VM-kval lottades San Marino in i grupp H med England, Ukraina, Polen, Montenegro. I gruppen slutade San Marino sist med 0 poäng. Man fick endast in ett mål mot Polen (1–5). San Marino lottades in i grupp C i kvalspelet med Tyskland, Tjeckien, Norge och Azerbajdzjan. Ingen framgång nåddes men man gjorde dock två mål.

## Nations League
San Marino deltog 2018 i den första upplagan av Nations League. Man hamnade i grupp 2 i D-divisionen (den lägsta i seriesystemet) med Belarus, Luxemburg, och Moldavien. Trots ett enklare motstånd jämfört med traditionella VM- och EM-kval slutade San Marino sist i gruppen utan några gjorda mål och noll poäng.
Innan nästa tillfälle av Nations League, 2020, gjordes systemet om, och D-divisionen blev mer gles. Under säsong 2020 av Nations League hamnade San Marino i en grupp med Liechtenstein och Gibraltar. Ännu en gång blev det inga mål framåt, men San Marino lyckades ta två poäng efter två 0–0-matcher mot vardera lag i gruppen. Noterbart är att matcherna spelades efter varandra, vilket innebar att för första gången någonsin gick San Marino två raka tävlingsmatcher utan förlust och utan insläppta mål.
I 2022 års upplaga hamnade man i samma grupp som Estland och Malta. Laget förlorade här alla fyra matcher utan att göra något mål. 
Under Nations League 2024 hamnade man liksom fyra år tidigare i samma grupp som Liechtenstein och Gibraltar. Laget nådde här sin hittills största framgång efter att vunnit gruppen med 7 poäng på 4 matcher, vilket innebar direkt avancemang till C-divisionen. I den första matchen, hemma mot Liechtenstein, gjorde man sitt första mål Nations League någonsin via Nicko Sensoli. Det skulle visa sig bli matchens enda mål, och med 1–0-segern mot Liechtenstein tog San Marino därmed sin första seger på drygt 20 år samt sin första tävlingsseger någonsin. Därefter förlorade laget med 0–1 borta mot Gibraltar. Returmatchen hemma mot samma motståndare slutade 1–1. 
I den sista gruppspelsmatchen vände San Marino ett 0–1-underläge på bortaplan till en 3–1-vinst mot Liechtenstein, tack vare mål av Lorenzo Lazzari, Nicola Nanni och Alessandro Golinucci. Detta är än idag San Marinos största segermarginal samtidigt som det var första gången man tog en bortaseger samt gjorde mer än två mål under en och samma match. Laget slutade gruppetta samtidigt som man var sist på 210:e plats i FIFA:s världsrankning.

## Förbundskaptener
| År        | Förbundskapten       |
| --------- | -------------------- |
| 1986–1987 | Giulio Casali        |
| 1990–1995 | Giorgio Leoni        |
| 1996–1997 | Massimo Bonini       |
| 1998–2013 | Giampaolo Mazza      |
| 2014–2017 | Pierangelo Manzaroli |
| 2018–2021 | Franco Varrella      |
| 2021–2023 | Fabrizio Constantini |
| 2023–     | Roberto Cevoli       |

## Laget
Att San Marino förlorar de flesta matcher gör att de har en låg popularitet i fotbollsvärlden. Laget har aldrig vunnit en kvalmatch, De två enda vinster någonsin är två hemmamatcher mot Liechtenstein, bägge två slutade med 1-0. Att befolkningen är liten (30 000 invånare) påverkar också laget, då de flesta bara jobbar deltid med fotboll. Hittills är det bara Andy Selva och Aldo Simoncini som inte har fotbollen som deltidsjobb. San Marinos största förlust kom 2006 mot Tyskland hemma, då laget förlorade 13–0, men laget har även förlorat tvåsiffrigt i fyra andra situationer (0–10 mot Norge 1992, 1–10 mot Belgien 2001, 0–10 mot Polen 2009 samt 0–11 mot Holland 2011). San Marino ligger oftast sist av de europeiska landslagen i FIFA-rankingen, och sedan FIFA-rankingen introducerades 1992 har San Marinos medelranking varit 171:a plats.
Motståndare vinner ofta enkelt mot San Marino. År 2001 fick Lettlands tränare Gary Johnson sparken efter att ha spelat 1–1 mot San Marino, och Irlands 2–1-vinst mot San Marino gav också kritik till landslaget, då det vinnande målet gjorts på övertid.

## Hemmaarena
San Marino spelar sina matcher på San Marino Stadium i Serravalle, och den arenan rymmer 7.000 åskådare. Det är sällan fullt, och ofta har bortalaget mer åskådare än San Marino. Exempelvis var 2 500 av 3 294 åskådare irländare år 2007 när San Marino spelade mot Irland.
San Marino har spelat två "hemmamatcher" utomlands, det var 1993 mot Holland och England i kvalet till VM i USA 1994, då användes Stadio Renato Dall'Ara i Bologna, Italien.

## FIFA ranking
- Rankning juni 2022: 211:e plats.
- Bästa rank: 118:e plats (september 1993).
- Sämsta rank: 211:e plats (juni 2022 - )

## U21-Landslag
San Marino har även ett U21-landslag, vilket har tagit tre tävlingssegrar. Två av matcherna, mot Sverige och Armenien, vann man med 3–0 på walkover (där Sverigematchen vanns efter att motståndarna spelat med avstängde Stefan Ishizaki). Den 6 september 2013 tog San Marinos U21-landslag sin första seger som ej kom på walkover efter 1–0 hemma mot Wales. Segermålet gjordes av Juri Biordi.

## Segrar och oavgjorda
| Datum             | Spelplats  | Motståndare           | Resultat | Typ av match                            |
| ----------------- | ---------- | --------------------- | -------- | --------------------------------------- |
| 16 september 1987 | Latakia    | Libanon               | 0–0      | Medelhavsspelen (inofficiell landskamp) |
| 10 mars 1993      | Serravalle | Turkiet               | 0–0      | VM-kval                                 |
| 25 april 2001     | Riga       | Lettland              | 1–1      | VM-kval                                 |
| 20 augusti 2003   | Vaduz      | Liechtenstein         | 2–2      | Vänskapsmatch                           |
| 28 april 2004     | Serravalle | Liechtenstein         | 1–0      | Vänskapsmatch                           |
| 15 november 2014  | Serravalle | Estland               | 0–0      | EM-kval                                 |
| 13 oktober 2020   | Vaduz      | Liechtenstein         | 0–0      | Nations League                          |
| 14 november 2020  | Serravalle | Gibraltar             | 0–0      | Nations League                          |
| 21 september 2022 | Serravalle | Seychellerna          | 0–0      | Vänskapsmatch                           |
| 17 november 2022  | Gros Islet | Saint Lucia           | 1–1      | Vänskapsmatch                           |
| 24 mars 2024      | Serravalle | Saint Kitts och Nevis | 0–0      | Vänskapsmatch                           |
| 5 september 2024  | Serravalle | Liechtenstein         | 1–0      | Nations League                          |
| 15 november 2024  | Serravalle | Gibraltar             | 1–1      | Nations League                          |
| 18 november 2024  | Vaduz      | Liechtenstein         | 3–1      | Nations League                          |

## Matcher förlorade med ett mål
| Datum             | Spelplats  | Motståndare   | Resultat | Typ av match                          |
| ----------------- | ---------- | ------------- | -------- | ------------------------------------- |
| 28 mars 1986      | Serravalle | Kanada        | 0–1      | Vänskapsmatch (Inofficiell landskamp) |
| 28 april 1993     | Łódź       | Polen         | 0–1      | VM-kval                               |
| 18 november 1998  | Serravalle | Cypern        | 0–1      | EM-kval                               |
| 26 april 2000     | Serravalle | Moldavien     | 0–1      | Vänskapsmatch                         |
| 15 november 2000  | Serravalle | Lettland      | 0–1      | VM-kval                               |
| 21 maj 2002       | Serravalle | Estland       | 0–1      | Vänskapsmatch                         |
| 20 november 2002  | Serravalle | Lettland      | 0–1      | EM-kval                               |
| 17 november 2004  | Serravalle | Litauen       | 0–1      | VM-kval                               |
| 30 mars 2005      | Serravalle | Belgien       | 1–2      | VM-kval                               |
| 7 februari 2007   | Serravalle | Irland        | 1–2      | EM-kval                               |
| 22 augusti 2007   | Serravalle | Cypern        | 0–1      | EM-kval                               |
| 17 oktober 2007   | Serravalle | Wales         | 1–2      | EM-kval                               |
| 9 februari 2011   | Serravalle | Liechtenstein | 0–1      | Vänskapsmatch                         |
| 3 juni 2011       | Serravalle | Finland       | 0–1      | EM-kval                               |
| 10 augusti 2011   | Serravalle | Rumänien      | 0–1      | Vänskapsmatch                         |
| 14 augusti 2012   | Serravalle | Malta         | 2–3      | Vänskapsmatch                         |
| 31 mars 2015      | Eschen     | Liechtenstein | 0–1      | Vänskapsmatch                         |
| 8 september 2015  | Vilnius    | Litauen       | 1–2      | EM-kval                               |
| 4 september 2016  | Serravalle | Azerbajdzjan  | 0–1      | VM-kval                               |
| 15 november 2018  | Serravalle | Moldavien     | 0–1      | Nations League                        |
| 5 september 2020  | Gibraltar  | Gibraltar     | 0–1      | Nations League                        |
| 25 mars 2022      | Serravalle | Litauen       | 1–2      | Vänskapsmatch                         |
| 9 juni 2022       | Serravalle | Island        | 0–1      | Vänskapsmatch                         |
| 12 juni 2022      | Ta' Qali   | Malta         | 0–1      | Nations League                        |
| 20 november 2022  | Gros Islet | Saint Lucia   | 0–1      | Vänskapsmatch                         |
| 17 oktober 2023   | Serravalle | Danmark       | 1–2      | EM-kval                               |
| 20 november 2023  | Serravalle | Finland       | 1–2      | EM-kval                               |
| 10 september 2024 | Chisinau   | Moldavien     | 0–1      | Vänskapsmatch                         |
| 10 oktober 2024   | Gibraltar  | Gibraltar     | 1–1      | Nations League                        |

## Spelare

### Kända spelare
- Massimo Bonini - 2003 nominerad till San Marinos bästa spelare sedan 1954.[6]
- Alessandro Della Valle - för övrigt bror till Nicola Della Valle, sångare i Miodio.
- Mirco Gennari
- Manuel Marani
- Andy Selva
- Federico Valentini

### Flest landskamper och mål
| Nr | Namn                   | Landslagskarriär | Landskamper |
| -- | ---------------------- | ---------------- | ----------- |
| 1  | Matteo Vitaioli        | 2007–            | 97          |
| 2  | Mirko Palazzi          | 2005–            | 75          |
| 3  | Andy Selva             | 1998–2016        | 73          |
| 4  | Davide Simoncini       | 2006–2021        | 69          |
| 4  | Damiano Vannucci       | 1996–2012        | 69          |
| 6  | Alessandro Della Valle | 2002–2017        | 65          |
| 6  | Aldo Simoncini         | 2006–2023        | 65          |
| 8  | Simone Bacciocchi      | 1998–2013        | 60          |
| 8  | Adolfo Hirsch          | 2011–2023        | 60          |
| 10 | Alessandro Golinucci   | 2015–            | 57          |

| Nr | Namn                 | Landslagskarriär | Mål |
| -- | -------------------- | ---------------- | --- |
| 1  | Andy Selva           | 1998–2016        | 8   |
| 2  | Filippo Berardi      | 2016–            | 3   |
| 2  | Nicola Nanni         | 2018–            | 3   |
| 4  | Alessandro Golinucci | 2015–            | 2   |
| 4  | Lorenzo Lazzari      | 2022–            | 2   |
| 4  | Manuel Marani        | 2003–2012        | 2   |